# جزيرة هوزوكي
جزيرة هوزوكي (鬼燈の島 Hōzuki no Shima) هي مانغا كتبها ورسمها كي سانبي. صدرت في مجلة سكوير إنكس سينن النصف شهرية يونغ غانغان، بدأت بالعدد الأول في 2008 و استمرت في 27 فصلا خلال العدد الرابع عشر في 2009. هي قصة رعب وتشويق في جزيرة شبه قاحلة في اليابان، حيث ست أطفال مدرسة يتامى أو متخلى عنهم يعيشون وحيدين مع أربعة أساتذة بالغين في خراب مدرسة قديمة متداع للسقوط.